# Sergio Caputo

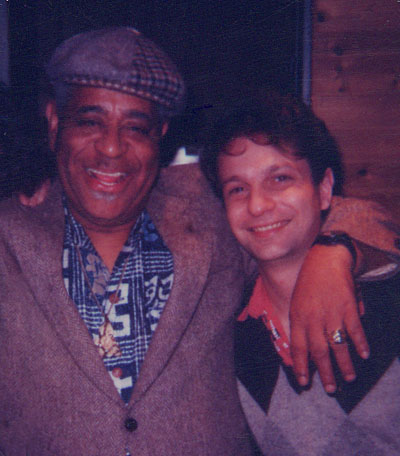
Dizzy Gillespie och Sergio Caputo.

Sergio Caputo, född 1 augusti, 1954, är en italiensk artist, kompositör och gitarrist.
Han började sin karriär i Europa med succén över sin debutskiva Un Sabato Italian (1983), som han blev känd på över en natt. Med en unik stil av jazz och latin jazz har Sergios musik definierat en ny musikgenre som succéfyllt förenat jazz och pop från världens alla hörn.
Sergios karriär innehåller 14 inspelade album och ett flertal hits utgivna av stora skivbolag som har toppat musiklistorna år efter år. Sergio fortsätter sitt experimenterande med musik och uttryckande lyrik och försäkrar sig själv som att han är både en lyckad utgivare och producent, även gitarrist och artist.
Under sin karriär har han samarbetat med bland annat Dizzy Gillespie, Lester Bowie, Tony Scott, Mel Collins, Tony Bowers, Enrico Rava och Danilo Rea.
Caputos senaste skiva That Kind of Thing är ett gitarrbaserat smooth jazz-album och är inspelat i Kalifornien.

## Diskografi
- 1983 - Un Sabato Italiano
- 1984 - Italiani Mambo — med Tony Scott
- 1985 - No Smoking
- 1986 - Effetti Personali — med Dizzy Gillespie
- 1987 - Ne Approfitto Per Fare Un Po' Di Musica (live)
- 1988 - Storie Di Whisky Andatt
- 1989 - Lontano Che Vai — med Mel Collins
- 1990 - Sogno Erotico Sbagliato
- 1990 - Swing & Soda
- 1993 - Egomusicocefalo
- 1996 - I Love Jazz
- 1998 - Serenadas
- 1998 - Cocktail
- 2002 - A Tu Per Tu (One On One) (bara på webben)
- 2005 - That Kind of Thing